# Rob Witschge
Robert "Rob" Witschge, född 22 augusti 1966, är en nederländsk före detta professionell fotbollsspelare och fotbollstränare. Han spelade som vänstermittfältare för fotbollsklubbarna Ajax, Saint-Étienne, Feyenoord, Utrecht och Ittihad mellan 1985 och 1999. Han spelade också 30 landslagsmatcher för det nederländska fotbollslandslaget mellan 1989 och 1995.
Efter den aktiva spelarkarriären har Witschge arbetat för Haarlem (assisterande tränare), ADO'20 (tränare), Nederländerna (assisterande tränare) och Ajax (assisterande tränare).
Han är äldre bror till Richard Witschge.

## Titlar
Källa: 
| Ajax - KNVB Cup (2) Feyenoord - Eredivisie (1) - KNVB Cup (4) | Ittihad - Saudi Professional League (1) |